# König der Könige (1927)
König der Könige (Originaltitel The King of Kings) ist ein früher biblischer Monumentalfilm von Cecil B. DeMille aus dem Jahr 1927. Es handelt sich um eine der abendfüllenden Verfilmungen des Lebens Jesu, hier verkörpert von H. B. Warner, aus der Zeit des Stummfilms. Tragende Rollen sind mit Dorothy Cumming als Jesu’ Mutter Maria, Ernest Torrence als Simon Petrus und Joseph Schildkraut als Judas Ischariot besetzt.

## Handlung
Die Ereignisse, die dem Film zugrunde liegen, ereigneten sich in Palästina um 30. nach Christus, als die Juden unter der völligen Unterwerfung Roms standen – sogar ihr eigener Hohepriester wurde vom römischen Prokurator ernannt. In Judäa – das unter der eisernen Knute Roms stöhnte – lebte die schöne Kurtisane Maria Magdalena. Judas Ischariot war es, der ihr erstmals von einem Prediger namens Jesus, dem man besondere Heilkräfte zuschrieb, erzählte. Nachdem auch Judas sich zu Jesus bekannte und zu seinen sich zahlreich um ihn scharenden Anhängern zählte, tat Maria Magdalena es ihm gleich, nachdem Jesus ihr sieben Dämonen ausgetrieben hatte.
Jesus Anhänger wurden Zeugen eines Wunders, als Jesus auf Lazarus traf, der tagelang im Grab gelegen hatte. Mit den Worten: „Ich bin die Auferstehung und das Leben. Wer an mich glaubt, obwohl er tot ist, soll leben!“ brachte er Lazarus dazu, sich aus seiner Grabstätte zu erheben. Ein weiteres Wunder vollbrachte Jesus an einem kleinen blinden Mädchen, das seine Nähe suchte und ihn anflehte, ihm die Augen zu öffnen, weil es weder je die Blumen noch das Licht gesehen habe. Jesus erwiderte: „Ich bin in die Welt gekommen, dass jeder, der an mich glaubt, nicht in der Finsternis bleibe.“ Dem glücklichen Kind gab er mit auf den Weg, nach Hause zu gehen und überall zu zeigen, wie groß Gottes Güte sei. Nachdem er eine des Ehebruchs bezichtigte Frau vor der Steinigung gerettet hat, setzte er dem Treiben der Geldwechsler im Tempel dessen Zerstörung entgegen, was zur Flucht der Männer führte. Als Satan Jesus nach der Tempelräumung in Versuchung führen will, lehnt er dessen Ansinnen ab mit den Worten: „Geh hinfort, Satan. Es steht geschrieben, du sollst den Herrn, deinen Gott, anbeten und ihm nur sollst du dienen. Verstehst Du es noch immer nicht. Mein Königreich ist nicht von dieser Welt!“
Jesus verkündet den Jüngern noch einmal seine Lehre und betet zum Abschluss mit ihnen das Vaterunser. Teile der römischen Obrigkeit sind der Ansicht, dass man Jesus unter gewissen Bedingungen hätte zum König machen können, wenn er doch nur die Armen meiden und die Reichen heilen würde. Aber auch Judas sieht seine Erwartungen enttäuscht, die er in Jesus gesetzt hat. Das ist einer der Gründe, die letztendlich dazu führen, dass Judas den Messias verrät. Es ist das letzte Abendmahl, das Jesus mit seinen Jüngern einnehmen soll, denn schon einen Tag zuvor hat Judas dreißig Silbermünzen dafür erhalten, dass er Jesus durch einen Kuss seinen Feinden ausliefert. Es kommt zu einem Scheinprozess vor dem römischen Statthalter Pontius Pilatus, an dessen Ende Jesu’ Verurteilung steht. Obwohl der Statthalter ihn begnadigen will und die versammelte Menschenmenge fragt, ob sie ihn oder den Räuber Barabbas frei sehen will, setzen sich die lauten Stimmen der Oberpriester durch, die Jesus tot sehen wollen. Über mehrere Stationen muss Jesus sodann sein Kreuz hinauf zur Hinrichtungsstätte am Hügel Golgota tragen. Während dieses mühevollen Ganges öffnet sich ganz plötzlich der Boden und verschluckt Zeugen, die dem Kreuzgang begleiten, darunter auch Judas, der sich zuvor an einem Baum erhängt hatte.
Auf dem Hügel angekommen, wird Jesus ans Kreuz genagelt, während die Erde immer wieder bebt. Es dauert drei Tage, bis er von seinen Qualen durch den Tod erlöst wird, um danach aufzuerstehen, um ins ewige Himmelreich zu gelangen.

## Produktion

### Entstehungsgeschichte
Gedreht wurde der Film, der „nur“ 2,5 Millionen US-Dollar (39 Millionen Dollar heute) kostete, in den Culver Studios in Culver City sowie in Santa Catalina Island in Kalifornien und auf der Iverson Ranch im kalifornischen Chatsworth. DeMille gestaltete die Auferstehungsszene in einer Trickaufnahme. Zwei Sequenzen des Films, der Anfang des Films und eine Szene kurz vorm Ende, sind in Zwei-Farben-Technicolor gedreht.
Um dem Thema angemessen gerecht zu werden, konnte DeMille während der Dreharbeiten sowohl auf einen Jesuitenpriester, als auch einen Rabbiner und weitere kirchliche Mitarbeiter zurückgreifen. Besonderen Gefallen fand der Regisseur an Peter Lord, einem Vertreter des National Catholic Welfare Councils, der reges Interesse am Filmgeschäft zeigte.
De Mille hatte bereits 1923 mit dem Bibelfilm Die Zehn Gebote bewiesen, dass er in diesem Genre Erfolg haben und Gewinn machten konnte. Der Film entstand unter moralisch strengen Richtlinien. So wurden die beiden Hauptdarsteller Warner und Dorothy Cumming vertraglich verpflichtet, in einem Zeitraum von fünf Jahren ihr Image als Gottessohn und -mutter nicht zu gefährden. Dies beinhaltete die Abstinenz von Ballbesuchen und Nachtclubs, das strikte Verbot von Kartenspielen, das Verbot des Besuchs von Freibädern und das Fahren mit Cabrios. Diesen Vertrag machte sich eine anonyme Frau zunutze, als diese Regisseur DeMille unter Druck setzte, und H. B. Warners Privatleben an die Presse bringen wollte. Obwohl nichts Näheres darüber bekannt ist, wurde die Frau von DeMille gezwungen, die USA zu verlassen. Für H. B. Warner war der Film aber auch in anderer Hinsicht kein Erfolg, weil Hollywood dazu tendiert, Schauspieler auf bestimmte Rollen festzulegen, hatte er nach Fertigstellung des Films große Schwierigkeiten eine Rolle zu finden, die der Würde Christi entsprach. Später äußerte er sich Freunden gegenüber, dass seine Karriere praktisch mit dem Christusfilm zu Ende gewesen sei.
Die Autorin Ayn Rand arbeitete als Statistin bei den Dreharbeiten; während der Filmproduktion lernte sie ihren Mann Frank O’Connor kennen.

### Veröffentlichung
Premiere feierte der Film am 19. April 1927 in New York, am 18. Mai 1927 wurde er im Grauman’s Chinese Theatre in Los Angeles vorgestellt. In Deutschland wurde König der Könige am 28. Oktober im Berliner Tauentzienpalast erstaufgeführt. In Österreich lief er 1928 an, ebenso in Portugal, Finnland und der Tschechoslowakei (Prag). In Österreich kam er 1932 erneut in die Kinos, 1934 wurde er in Ungarn veröffentlicht. Eine erneute Aufführung erfuhr er 1939 in Slowenien und Kroatien. In den USA wurde er im März 1940 erstmals im Fernsehen ausgestrahlt. In Österreich kam der Film 1948 abermals zur Aufführung. Veröffentlicht wurde er zudem in Belgien, Brasilien, Dänemark, Spanien, Frankreich, Griechenland, Italien, Polen, Rumänien, Serbien, Schweden, in der Sowjetunion und in Jugoslawien.
Mehrere Milliarden Menschen sollen den Film bereits gesehen haben. Dazu sollen auch Missionare beigetragen haben sowie, dass er für einen geringe Gebühr an bürgerliche und religiöse Gruppen verliehen worden war. The King of Kings war Berichten zufolge auch der erste Film, den Eskimos in Point Barrow in Alaska je gesehen haben. Der Film lief in New York mehr als 24 Wochen und ebenso in Los Angeles. Jahrelang tourte er durch die USA und war weltweit im Einsatz. Er spielte viel Geld ein.

### Als Mittel kirchlicher Katechese
In den vom katholischen "Wiener Volkslesehalle" Verein betriebenen Kino-Sälen wurde der Film "auf dringendes Verlangen" wiederholt im Jahr 1928 gezeigt.

### Weitere Versionen bis zur DVD
DeMilles ursprünglich 155 Minuten dauernde Filmversion wurde von ihm ein Jahr später für den offiziellen Filmstart auf 112 Minuten gekürzt. Criterion brachte eine DVD heraus, auf der beide Versionen vorhanden sind. Die 155-minütige Fassung kann wahlweise mit der Musik von Donald Sosin geschaut werden oder auch stumm. Für die kürzere Fassung steht einmal die von Hugo Riesenfeld eigens für den Film komponierte Movietone-Originalbegleitung zur Verfügung oder eine Improvisation von Timothy J. Tikker auf einer Kirchenorgel.
1931 wurde der Film mit einer neu unterlegten Musikversion herausgegeben. 2017 wurde der Film durch Lobster Films Paris restauriert, die Filmlänge beträgt 154 Minuten. Die Filmmusik von Hugo Riesenfeld wurde durch Robert Israel angepasst, orchestriert und neu aufgenommen. Der Film wurde Ostern 2018 vom Kulturkanal Arte ausgestrahlt.

### Verfilmung von 1961
Für den von Samuel Bronston produzierten Film wurde nahezu derselbe Titel, King of Kings (König der Könige), genommen. Dieser Film von Nicholas Ray mit Jeffrey Hunter als Jesus behandelt auch Zeit und Geschehnisse um Christi Geburt.

## Kritik
Kino.de stellte fest, dass Cecil B. DeMilles Name „untrennbar“ mit dem Hollywood-Bibel-Epos Die zehn Gebote von 1956 „verknüpft“ sei. „Erfolge“ habe er jedoch „bereits in jüngeren Stadien der Traumfabrik“ gefeiert, wie „zum Beispiel mit dem nach einem Skript von Jeanie Macpherson gedrehten Stummfilm von 1927 über das Leben Jesu“. Dabei werde die Literaturvorlage Neues Testament „ausgesponnen“. „Unterhaltsam“ sei die Darstellung der Maria Magdalena „als leichtlebige Dame“, „ernsthaft Kaiphas“, der „die Schuld am Tod Jesu allein auf sich“ nehme.
Auf der Seite monumentalfilm.net war zu lesen, dass der Film zu einem dauerhaften Erfolg wurde und immer wieder in den Sonntagsschulen zum Einsatz gekommen sei. Generationen von amerikanischen Kindern seien mit der opulenten Ikonografie des Films aufgewachsen.
Auf der Seite Hauptsache (Stumm) Film ist zu lesen, dass man dem Film „das peinliche Bestreben, jegliche Kontroversen zu vermeiden“, deutlich anmerke; wodurch er „– jedenfalls aus dem zeitlichen Abstand von über 80 Jahren betrachtet – auch schon wieder kontrovers“ werde. Interessant sei es, wie man sich dem Thema damals genähert habe: „Mit dem grösstmöglichen Respekt, mit absoluter Buchstabentreue und mit soviel Vorsicht, dass der Film eigentlich als Bibelillustration bezeichnet werden müsste. Im Gegensatz zu Mel Gibsons sehr freier und kontroverser Version bleibt The King of Kings seltsam leblos.“ Weiter hieß es, dem Hauptdarsteller sei es wohl nicht gestattet gewesen, Regungen zu zeigen, da seine Aufgabe darin lag, eine Ikone darzustellen. H. B. Warner schreite durch die Szenerie „als wäre er nicht von dieser Welt“. Zwar werde der Film nie „langweilig“, sei aber, bedingt durch die „süsslich-naive Jesus-Darstellung“ „streckenweise schwer erträglich“ und „heute definitiv überholt“.
Felicia Feaster bemerkte in einem Artikel für Turner Classic Movies, dass der Film seinerzeit ebenso auf Kontroversen gestoßen sei, wie auch viele andere Filme, die die Geschichte Christi behandelt hätten. Jüdische Gruppen kritisierten, dass der Film sie für die Kreuzigung Jesu’ verantwortlich machen würde. Eine andere Ansicht war, dass die Bilder zu viel Emotionen schüren würden. Der Schriftsteller John Steinbeck äußerte, dass er beim Anblick der Bilder, Bücher umso mehr geliebt habe.
Dennis Schwartz von der Filmseite Ozus’ World war der Ansicht, die Nacherzählung der Evangelien nach De Mille erscheine unbeholfen, umständlich, langweilig und hektisch und sei heikel. Die Handlung sei eher von Propaganda durchzogen als religiös. Die Vorstellung von Gott werde vereinfacht und die Darstellung des Jesus durch H. B. Warner sei zu steif und moralisch, um ernst genommen zu werden.
John Sinnott von DVD talk war voll des Lobes und meinte, der Film sei brillant und erhaben. Meisterhaft sei die Produktion, weil DeMille die Geschichte von Jesus nicht zu einem Spezialeffektspektakel mache, sondern ehrfürchtig und geschmackvoll an sie herangehe. Auch die Schauspieler seien sehr gut. H. B. Warners Leistung sei meisterhaft, auch wenn er etwas zu alt als Jesus aussehe, wie auch weitere Kritiker befanden. Perfekt zur Rolle passe sein dezentes und subtiles Spiel.
Auch Decent Films war der Ansicht, dass H. B. Warner zwar in der Titelpartie strahle, indem er stille Würde vermittle und Mitleid auslöse, aber in seinen frühen Fünfzigern ein wenig zu reif für die Rolle sei (sogar fast 20 Jahre älter als die Schauspielerin, die seine Gottesmutter darstelle). Der Film erinnere uns auch daran, dass der Hohepriester Kaiphas, der Jesus Blut vergoss, ein Beauftragter des Römischen Reiches war, und daher nicht repräsentativ für sein Volk, was sogar so weit geht, dass Kaiphas Gott bittet, die Schuld allein bei ihm und nicht bei seinem Volk zu sehen.
Matt Bailey stellte für Not Coming to Theatre Near You fest, dass DeMille ebenso wie Mel Gibson mit seinem Filmdrama Die Passion Christi viele Juden verärgert habe. Zwar böten Filme mit religiösen Themen viele Reichtümer, zum Religionsunterricht sollten sie allerdings nicht herangezogen werden.